# Yasin Kılıç
 Yasin Kılıç (ur. 21 stycznia 1985) – turecki zapaśnik walczący w stylu wolnym. Brązowy medalista akademickich MŚ w 2008. Mistrz śródziemnomorski w 2011 roku.